# U.S. National Championships 1895
Gli U.S. National Championships 1895 (conosciuti oggi come US Open) sono stati la 15ª edizione degli U.S. National Championships e terza prova stagionale dello Slam per il 1895. I tornei maschili si sono disputati al Newport Casino di Newport, quelli femminili e il doppio misto al Philadelphia Cricket Club di Filadelfia, negli Stati Uniti.
Il singolare maschile è stato vinto dallo statunitense Frederick Hovey, che si è imposto sul connazionale Robert Wrenn in tre set col punteggio di 6–3, 6–2, 6–4. Il singolare femminile è stato vinto dalla statunitense Juliette Atkinson, che ha battuto in finale in tre set la connazionale Helen Hellwig. Nel doppio maschile si sono imposti Malcolm Chace e Robert Wrenn. Nel doppio femminile hanno trionfato Helen Hellwig e Juliette Atkinson. Nel doppio misto la vittoria è andata a Juliette Atkinson, in coppia con Edwin Fisher.

## Seniors

### Singolare maschile
Frederick Hovey ha battuto in finale  Robert Wrenn con il punteggio di 6–3 6–2 6–4.

### Singolare femminile
Juliette Atkinson ha battuto in finale  Helen Hellwig con il punteggio di 6–4, 6–2, 6–1.

### Doppio maschile
Malcolm Chace /  Robert Wrenn hanno battuto in finale  Clarence Hobart /  Frederick Hovey con il punteggio di 7–5, 6–1, 8–6.

### Doppio femminile
Helen Hellwig /  Juliette Atkinson hanno battuto in finale  Elisabeth Moore /  Amy Williams con il punteggio di 6–2, 6–2, 12–10.

### Doppio misto
Juliette Atkinson /  Edwin Fisher hanno battuto in finale  Amy Williams /  Mantle Fieldings con il punteggio di 4–6, 8–6, 6–2.